# Patrick Vanhoudt
Patrick Vanhoudt (Diest, 1 juni 1970) is een Belgische econoom en voormalig hoogleraar economie die werkt bij de Europese Investeringsbank.

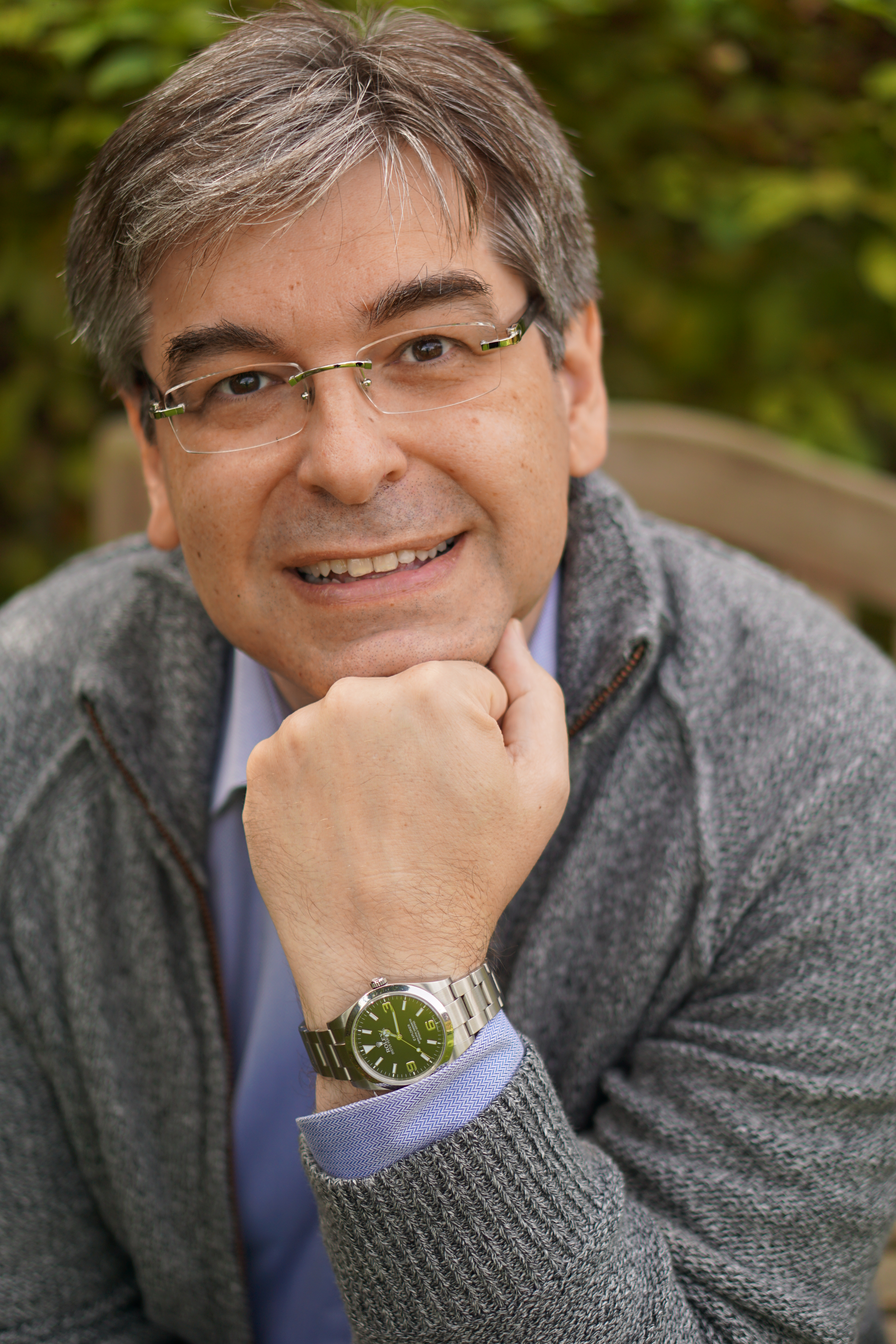
Patrick Vanhoudt

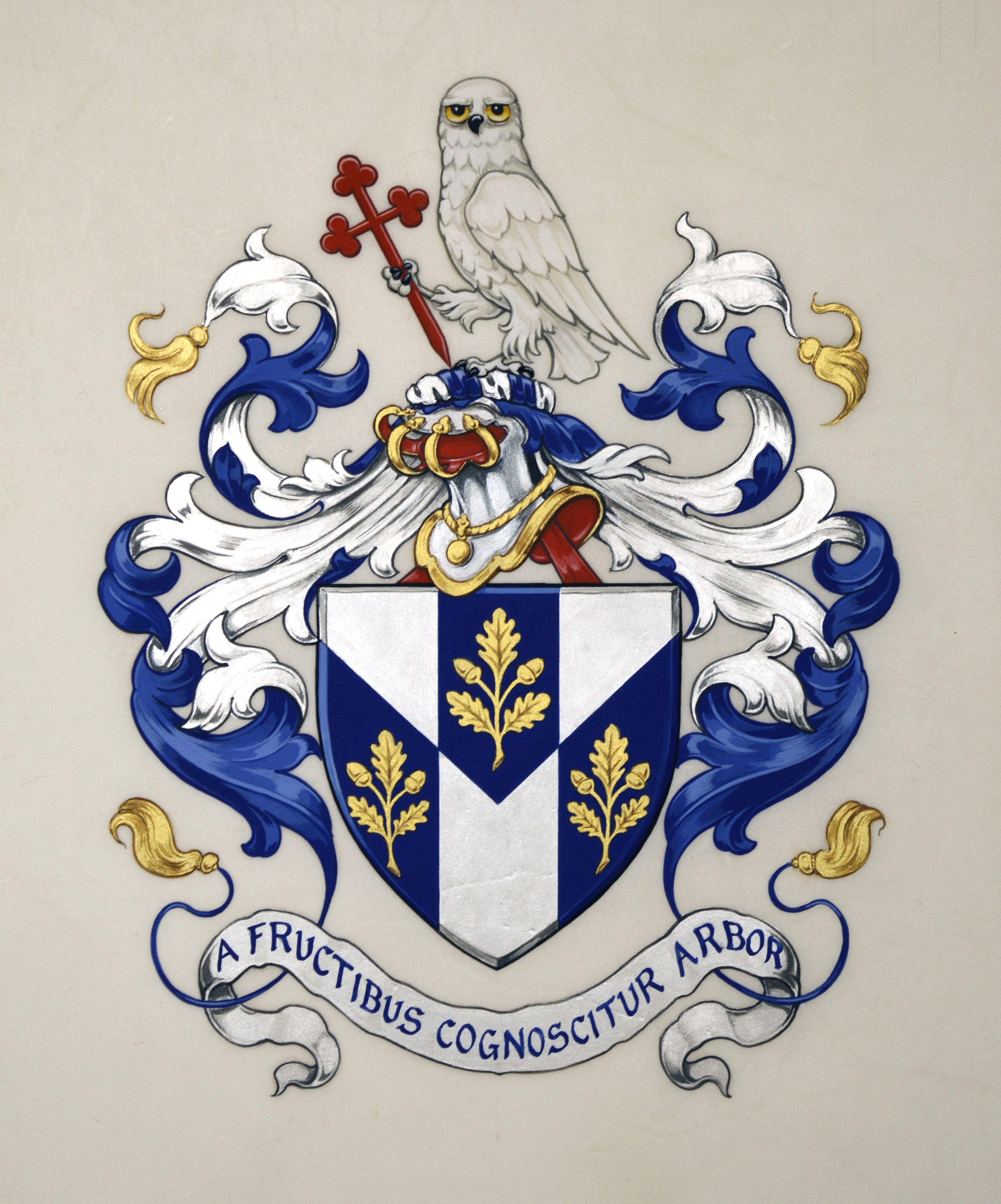
Wapenschild Vanhoudt

## Biografie

### Jeugd
Vanhoudt doorliep het algemeen secundair onderwijs aan het Technisch Instituut Heilig Hart in Hasselt, waar hij de richting wiskunde-industriële wetenschappen volgde. Op veertienjarige leeftijd participeerde hij aan de selectieproeven voor de eerste Europese deelname aan het International Space Camp dat gehouden werd bij het Marshall Space Flight Center van de NASA. Als winnaar van deze selectie kreeg hij in 1985 het ereburgerschap van de stad Huntsville, Alabama uitgereikt, waar de initiatiecursus gehouden werd.

### Studies
Vanhoudt studeerde economische wetenschappen aan de Katholieke Universiteit Leuven. Na zijn afstuderen werd hij assistent bij professor Walter Nonneman, een van de voormalige kabinetschefs onder premier Jean-Luc Dehaene, aan de U.F.S.I.A. In 1994 kende het Fonds voor Wetenschappelijk Onderzoek hem de status van Aspirant F.W.O. toe. Als Scholar onder het Fulbright-programma vervolledigde Vanhoudt zijn doctorale werkzaamheden rond de thema's duurzame economische groei over de lange-termijn en regionaal ontwikkelingsbeleid aan de Universiteit van Californië, Berkely onder supervisie van onder andere Paul en David Romer. Zijn postdoctorale werk bij het Fonds voor Wetenschappelijk Onderzoek bouwde hierop verder.
Vanhoudt publiceerde enkele artikelen, waarin hij via empirisch onderzoek testte of de neoklassieke groeitheorie van Nobelprijswinnaar Robert Solow steek houdt, welke kenmerken fundamenteel zijn voor duurzame economische groei over de lange termijn en de evoluties van de inkomensongelijkheid en regionale convergentie. De argumentatie van Vanhoudt rond causaliteit en empirische validatie bezorgde de aanhangers van de new growth theory tegenwind.

### Wetenschappelijke carrière
Na een tussenstop bij het Internationaal Monetair Fonds werd Vanhoudt in 1998 professor aan de Stockholm School of Economics, waar hij deel uitmaakte van het team van professor Magnus Blomström.
Eind 1999 ging Vanhoudt bij hoofdeconoom professor Alfred Steinherr onderzoek rond beleidsaspecten van economische groei en regionaal beleid verrichten voor de studiedienst van de Europese Investeringsbank. Na het uiteenvallen van de studiedienst, ten gevolge van interne herstructureringen, bleef Vanhoudt werkzaam bij de Europese Investeringsbank. Vanhoudt trad toe tot het directoraat waar projectvoorstellen ter financiering worden geanalyseerd en geëvalueerd. Hij werd in deze functie onder andere een spilfiguur in de betrokkenheid van de Europese Investeringsbank in de Europese uitrol van de digitalisering van de Europese Cinema's. Vanhoudt schreef tevens diverse toespraken voor Philippe Maystadt, een voormalig voorzitter van de E.I.B.
Tot 2006 was Vanhoudt tevens gasthoogleraar aan de Faculteit Economie en Bedrijfswetenschappen van de Katholieke Universiteit te Leuven en kreeg er de titel fellow van het Hoogeheuvelcollege toegekend.
Vanhoudt droeg meermaals bij aan het Belgisch maatschappelijk debat in krantenartikels, in onder meer De Standaard, de Financieel Economische Tijd en Trends.

### Sociaal engagement
Vanhoudt engageerde zich sociaal als Belg in het Groothertogdom Luxemburg. Zo werd hij in de geschiedenis van de E.I.B. het langst achtereenvolgende herverkozen lid van het "College of Staff Representatives". In die capaciteit ijverde Vanhoudt vooral voor gelijkheid van kansen en niet-discriminatie, zowel binnen als buiten de E.I.B. In 2017 leidde Vanhoudt daarom voor het Luxemburgse Parlement een petitie in, met de vraag om wetgeving aan te nemen die alle vormen van de bestaande prijsdiscriminatie in het Groothertogdom voor dezelfde medische diensten zou elimineren. Deze discriminatie kwam in voege in 1989, en trof vooral de in Luxembourg werkende buitenlanders die er niet aangesloten waren bij de nationale ziekenkas. Het Hof van Justitie van de Europese Unie zal deze redenering volgen in het dossier T-737/17, waardoor per 30 april 2019 uiteindelijk een einde komt aan de gangbare praktijk ten voordele van een geschatte populatie van ongeveer 50.000 inwonenden (dit is ongeveer 10% van de residentiële populatie in Luxembourg).

## Publicaties
Naast zijn dissertatie en bijdragen aan boeken publiceerde Vanhoudt in onder meer de volgende tijdschriften:
- The Quarterly Journal of Economics (MIT Press)
- Economics Letters (Elsevier)
- the Oxford Bulletin of Economics and Statistics (Oxford University)
- Rieview of World Economics (Springer Verlag)
- Applied Economics (Routledge)
- European Journal of Education (Blackwell)
- Rieview of Business and Economics (K.U.Leuven)
- IMF Staff Papers (International Monetary Fund)
- EIB Papers (European Investment Bank)

- Gemeinsame Normdatei: 171348540
- International Standard Name Identifier: 0000 0000 4311 0710
- Library of Congress Control Number: no97006552
- Système universitaire de documentation: 244379475
- Virtual International Authority File: 21743472